# 모두의 포켓몬 스크램블
모두의 포켓몬 스크램블(みんなのポケモンスクランブル, Pokémon Rumble World, 포켓몬 럼블 월드)은 암브렐라가 개발하고 포켓몬 컴퍼니가 배급하고 닌텐도가 Nintendo 3DS용으로 배포한 포켓몬 시리즈의 프리미엄 (사업 모형) 액션 비디오 게임이다. 포켓몬 럼블의 하위 시리즈의 네 번째 게임이며 처음 6세대의 최소 719개 생물의 장난감 버전이 특징이다. 이 게임은 2015년 4월 8일 Nintendo eShop에서 무료 다운로드 타이틀로 전 세계에 처음 출시되었으며, 실제 소매 버전은 다음 해 11월 일본, 2016년 1월 유럽, 2016년 4월 북미에서 출시되었다.

## 평가
1. ↑  “Pokemon Rumble World for 3DS Reviews”. Metacritic. 2017년 3월 12일에 원본 문서에서 보존된 문서. 2017년 2월 8일에 확인함.
2. ↑  Carter, Chris (2014년 4월 7일). “Review: Pokémon Rumble World”. Destructiod. 2015년 4월 10일에 원본 문서에서 보존된 문서. 2014년 4월 12일에 확인함.
3. ↑  Romano, Sal (2015년 4월 27일). “Famitsu Review Scores: Issue 1378”. Gematsu. 2015년 12월 10일에 원본 문서에서 보존된 문서. 2015년 12월 8일에 확인함.